# La Villette
La Villette – miejscowość i gmina we Francji, w regionie Normandia, w departamencie Calvados.
Według danych na rok 1990 gminę zamieszkiwały 153 osoby, a gęstość zaludnienia wynosiła 16 osób/km² (wśród 1815 gmin Dolnej Normandii La Villette plasuje się na 733. miejscu pod względem liczby ludności, natomiast pod względem powierzchni na miejscu 540.).